# 31909 Chenweitung
2000 GP52 (asteroide 31909) é um asteroide da cintura principal. Possui uma excentricidade de 0.16371750 e uma inclinação de 2.14718º.
Este asteroide foi descoberto no dia 5 de abril de 2000 por LINEAR em Socorro.